# Большая Рязань
Большая Рязань — село в Ставропольском районе Самарской области. Административный центр сельского поселения Большая Рязань.

## История
Село основано примерно в 1670 году, выходцами из Переяславля Рязанского. 
До 1701 года находилось в монастырском владении.
С 1708 года деревня была в составе Симбирского уезда Казанской губернии. 
В 1770 году жители села основали деревню Малая Рязань.
В 1780 году в деревне Новая Рязань Городищи тож, насчитывалась сотня ревизских душ и стала относиться к Самарскому уезду Симбирского наместничества.
В 1780-х годах перешло во владение графов Орловых (позднее — Орловых-Давыдовых).
В 1792 году в селе появилась деревянная церковь во имя Живоначальной Троицы с двумя престолами: главный (холодный) — в честь Введения во храм Пресвятые Богородицы и в приделе (теплый) — во имя Живоначальной Троицы. 
В 1796 году — в  Самарском уезде Симбирской губернии.  
В XIX веке село часто писали как Рязань. См. ст. карты: [1] [2]
В 1851 году вошло в состав Сызранского уезда Симбирской губернии.
К 1859 году в селе Старая Рязань в 159 дворах жило: 438 мужчин и 486 женщин, которое входило в 1-й стан Сызранского уезда Симбирской губернии.
В феврале 1918 года была установлена Советская власть. За селом окончательно закрепилось название — Большая Рязань.
В 1929 году село вошло в состав Самарского района Средневолжского края, был образован колхоз «12 лет Октября», первоначально в него вошло лишь 32 человека. В том же году в селе был закрыт храм. 
В 1931 году население села составляло 2126 человек.
В 1940-1950-е г. располагался лесопункт Леспромхоза.
С 1941 года в Сосново-Солонецком районе Куйбышевской области. 
В 1960 году перешло в Жигулёвский район Куйбышевской области. 
В 1963 вошло в Ставропольский район Куйбышевской области (с 1991 года — Самарской).
К 1967 году колхоз располагал 5800 га земель, 23 тракторами, 8 комбайнами, 14 автомобилями. Также колхоз владел животноводческим городком на 1011 голов крупного рогатого скота и 3149 голов овец.
В 1960-е годы колхозом были построены клуб, медпункт, сельмаг, почта, школа.
В настоящее время в селе располагается музей истории сел Ставропольского района.
В 2002 году был освящён новый храм «Введение во храм Пресвятой Богородицы».
В 2006 году вошло в состав сельского поселения Большая Рязань.

## Население
| 2010 |
| ---- |
| 924  |

### Историческая численность населения
В 1780 году в деревне Новая Рязань Городищи тож, насчитывалась 100 ревизских душ.
К 1859 году в селе Старая Рязань в 159 дворах жило: 438 мужчин и 486 женщин.
В 1900 году в с. Б. Рязани в 222 дворах жило: 678 м. и 726 ж.; 
В 1931 г. население сел составляло 2126 человек на 425 дворов.

## Известные уроженцы
Филатов Иван Тимофеевич (1925—1986) — советский юрист, прокурор. Прокурор Марийской АССР (1972―1977) и Башкирской АССР (1977―1986), государственный советник юстиции 2-го класса. Заслуженный юрист РСФСР (1972). Участник Великой Отечественной войны.

## Достопримечательности
- Село хорошо известно православным жителям Ставропольского района и Самарской области своими источниками, почитаемыми как святыми. Это источники во имя иконы Божьей Матери «Всецарица» и во имя основателей русского монашества святых Антония и Феодосия[5].
- Музей «Истории сел Ставропольского района» получил название в 1996 году. Первоначально он назывался «Народный музей колхоза «12 лет Октября». Музей был открыт в 1978 году, в день празднования 33-й годовщины Победы[5].

## Галерея
- Сельский клуб
- Руины старинной застройки
- Дома поновее
- Ещё жилые дома
- Новый храм
- Музей истории
- Здание музея истории сёл Ставропольского района.